# Antonov An-26
Antonov An-26 (NATO naziv: Curl) je sovjetski dvomotorni transportni zrakoplov izrađen na osnovu Antonova An-24 s naglaskom na njegovu vojnu upotrebu. Prvi put viđen 1969., za razliku od svog prethodnika ima redizajniran stražnji dio trupa s velikom utovarnom rampom koja omogućuje izbacivanje tereta tijekom leta te teretni prostor koji je pod pritiskom.
Do kraja proizvodnje 1985. napravljen je 1401 zrakoplov te se i danas nalaze u sastavu ratnih zrakoplovstava mnogih zemalja.

## Inačice
- An-26 "Curl-A" - Osnovna inačica.
- An-26B - poboljšana inačica s jačim motorima, uvedena 1981.
- An-26BRL - Istraživanje leda
- An-26L -
- An-26M - Medicinska inačica
- An-26P - Protupožarna inačica.
- An-26RTR "Curl-B" - Eletronsko ratovanje.
- An-26ST - Inačica za specijalne postrojbe; za potrebe Istočno njemačkog zrakoplovstva.

## Tehničke karakteristike
Izvori podataka: Jane's All The World's Aircraft 1988-89 str. 222—223.
Osnovne karakteristike
- posada: 5 (2 pilota, inženjer leta, radio-operater i navigator)
- kapacitet: 40 putnika
- dužina: 23,8 m
- raspon krila: 29,2 m
- površina krila: 74,98 m2
- visina: 8,58 m

Letne karakteristike
- najveća brzina: 540 km/h
- dolet: 2.550 km
- brzina penjanja: 8 m/s
- najveća visina leta: 7.500 m
- motor: 2× Progress AI-24VT turbopropelerna motora

## Vanjske poveznice
- An-26 - antonov.com
- An-26 - rus.air.ru   Arhivirana inačica izvorne stranice od 6. listopada 2018. (Wayback Machine)